# Helicascus
Helicascus — рід грибів. Назва вперше опублікована 1969 року.